# Bartolomé Sandoval y Ocampo
Bartolomé de Sandoval Ocampo o bien Bartolomé Sandoval y Ocampo fue nombrado teniente de gobernador general de Asunción desde el 9 de agosto de 1593, adonde llegaría a ocupar su puesto en septiembre del mismo año, hasta principios de 1594. Fue designado provisoriamente al cargo como lugarteniente de Fernando de Zárate y remplazando a Hernandarias de Saavedra.
Volvería a suplantar interinamente a Hernandarias desde finales de este último año ya citado, apareciendo en una disposición como teniente de gobernador general sobre el trabajo aborigen, un día 21 —sin especificar el mes— del año 1595, y el 10 de octubre del mismo año figura en el mismo cargo cuando se le presenta Pedro Montañez quien fuera procurador general de Villa Rica del Espíritu Santo del Guairá, para entablar una demanda al capitán Ruy Díaz de Guzmán por haber trasladado la villa citada del emplazamiento de su primera fundación.
Fernando de Zárate, luego de estar más de un año en el poder rioplatense, al retirarse el 1º de julio de 1595 de ambas gobernaciones —de la del Tucumán y de la del Río de la Plata y del Paraguay, las cuales había asumido desde el 6 de enero de 1594— arrastraría a su teniente de gobernador general Sandoval y Ocampos al cargo de gobernador rioplatense interino para ser suplantado en el cargo de la tenencia de gobernador general por Juan Caballero de Bazán.
Al asumir como gobernador interino incursionó contra los guaycurúes pero sufriría una terrible derrota y fue reemplazado en la gobernación a finales del año 1595, por Juan Ramírez de Velazco.